# Archéométallurgie
L’archéométallurgie, appelée aussi paléométallurgie, est la science qui étudie les procédés de fabrication des objets métalliques dans les sociétés pré-industrielles. Elle s'intéresse à l'historique des techniques de transformation et d'utilisation des métaux depuis la Préhistoire (Âge du cuivre, âge du bronze, âge du fer) jusqu'au Moyen Âge.
Cette science utilise pour cela :
- tous les instruments d'analyse modernes de la métallurgie (micrographie, microscopie électronique) pour caractériser la structure des métaux et essayer de retrouver les procédés de fabrication (notamment les impuretés signant la provenance du minerai et les traitements d'affinement, la structure cristallographique permettant de connaître la température de travail) ;
- les fouilles archéologiques, et notamment les débris autour des ateliers de métallurgie (débris de fours, de moules) ;
- les connaissances transmises jusqu'à maintenant de bouche-à-oreille dans certaines corporations, notamment les fondeurs de cloches.

L'archéométallurgie a une importance particulière pour l'industrie nucléaire : dans l'optique d'un enfouissement des déchets, l'archéométallurgie permet de savoir comment se comporte un métal sur plusieurs siècles, voire plusieurs millénaires.

## Travail des métaux à l'état natif

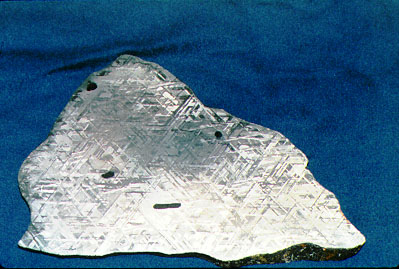
Météorite contenant du fer (alliage fer-nickel). Le fer provenant des météorites a été la première source d'utilisation de ce métal avant de pouvoir le fondre.

### Or, cuivre et argent
Les premiers métaux travaillés l'ont été à l'état natif : or natif (jaune), cuivre natif (rouge) et argent natif (gris-blanc), puis les techniques d'obtention de ces métaux ont été améliorées pour produire des objets plus élaborés, par martelage du métal (déformation plastique) avec une pierre. Ces roches colorées, repérées par leur brillance, ont été utilisées d'abord à des fins décoratives, puis pour la confection d'armes, d'ustensiles et d'outils.
C'est ainsi que l'on a retrouvé, aux IXe-VIIe millénaires av. J.-C. (période néolithique), des épingles, des perles et des alênes en cuivre natif en Iran (Alikosh) et en Anatolie (Cayönü Tepesi près d'Ergani). Le cuivre fondu apparaît de façon certaine 4 500 ans av. J.-C. en Mésopotamie, et Asie centrale. Plus près de nous, 3 000 à 1 500 ans av. J.-C., les cuivres natifs de la région du lac Supérieur (Amérique), ont été utilisés pour la fabrication de pointes de flèches.
Ainsi, le cuivre semble avoir été travaillé avant l'or, pourtant plus facile à marteler à froid en raison de sa grande ductilité. On ne trouve l'or dans la nature que sous forme native : alluvionnaire sous forme de pépites dans les rivières ou présent dans certains filons de roche. Chez les Incas, en Amérique du Sud, en Colombie et en Équateur, on a retrouvé des objets en platine natif (pépites martelées).

### Le fer
À l'époque préhistorique, le fer météorique est considéré comme précieux, car extrêmement rare. Sa forte teneur en nickel (10 % environ) le distingue du fer terrestre. On le travaille par martelage à froid. De nombreux objets apparaissent au cours des IIIe et IIe millénaires av. J.-C. au Moyen-Orient : poignards de tombes de Çatal Höyük, de Tell Asmar, d'Ur. Des perles en fer météoritique, qui ornaient un bracelet de cuir retrouvé dans une tombe de Sibérie méridionale, ont été datées de la fin du IIIe millénaire av. J.-C.

## Naissance de la métallurgie
Il paraît difficile de parler de métallurgie avant la transformation des métaux ou minerais par un traitement thermique. Pour l'obtention de pièces artisanales plus élaborées, il s'avérait nécessaire de fondre le métal à partir de son état natif ou par réduction de son minerai. (Une réduction est une opération par laquelle on extrait d’un oxyde le métal qu’il renferme, en éliminant l’oxygène). Par exemple, pour le fer :
C + 1/2 O2→ CO 

CO + FeO → Fe + CO2
Les trois pierres brillantes, or, argent et cuivre, passent facilement de l'état solide à l'état liquide (elles sont fusibles). Ceci est d'autant plus important, qu'à l'époque, seul le chauffage au feu de bois était maîtrisé. Par ailleurs, ces corps étaient moulables et susceptibles de prendre, à l'état fondu, la forme du moule. Ensuite, ces trois métaux étaient malléables, c'est-à-dire pouvaient épouser une nouvelle forme durable sous l'action d'un martelage. C'est ce qui va conduire les Mésopotamiens et les Égyptiens à fabriquer des objets 'bruts de fonderie', de plus en plus élaborés. Par ailleurs, les artisans bijoutiers vont ajouter, à la taille des pierres précieuses (comme le lapis-lazuli), de nouvelles techniques de fabrication de colliers, bracelets, pendentifs et autres parures en or jaune, argent blanc ou cuivre rouge.
La connaissance des techniques de métallurgie va s'étendre bientôt aux mines et minerais, aux moules, aux procédés d'obtention de températures plus élevées, puis aux alliages de différentes couleurs et propriétés (or et argent, or et cuivre, argent et cuivre). D'autres pierres colorées, comme la malachite (verte) ou l'albâtre (jaune) viendront compléter la panoplie des premiers forgerons et orfèvres. Le cuivre, parce qu'il existe à l'état natif, est l'un des métaux les plus anciennement connus. Des objets de cuivre datant du neuvième millénaire av. J.-C. ont été mis au jour en Irak. Sa métallurgie semble dater du cinquième millénaire, et on peut parler d'un âge du cuivre antérieur à l'âge du bronze. Un alliage plus dur que le cuivre se forme car il contient des quantités plus ou moins importantes d'arsenic. Le bronze, alliage de cuivre et d'étain est connu au Moyen-Orient vers 2 700 av. J.-C. Ces techniques, connue dès le VIIe millénaire av. J.-C. en Anatolie, se répandront en Iran puis en Égypte vers 3800 av. J.-C. avant de devenir courante en Occident.
La métallurgie du fer apparaît vers 1 500 à 1 000 av. J.-C. en Anatolie et Iran car elle implique des techniques plus élaborées que les traitements des métaux précédents : température de fusion plus élevée, cémentation... Elle se répandra ensuite en Afrique : 500 av. J.-C. au Nigeria, 200 av. J.-C. au Soudan.

## Sites d'archéométallurgie
- Mabimi